# Sickte
Sickte è un comune di 5.759 abitanti della Bassa Sassonia, in Germania.
Appartiene al circondario di Wolfenbüttel ed è parte della Samtgemeinde Sickte.